# Південний газопровід (Ізраїль)
Південний газопровід (Ізраїль) — один з елементів газотранспортної мережі Ізраїлю, котрий постачає ресурс для споживачів південної частини країни, а також забезпечує сполучення з газотранспортною системою Йорданії.
Введений в експлуатацію у 2009 році, Південний газопровід має довжину 135 км та виконаний у діаметрах 600 мм і 450 мм. Він починається в районі міста Кір'ят-Гат, де отримує ресурс із Центрального газопроводу (в 2008—2012 роках це був імпортований єгипетський газ, а з 2013-го — переважно походженням з офшорного родовища Тамар). Далі траса прямує на південний схід і схід через північну частину пустелі Негев, повз Беер-Шеву до узбережжя Мертвого моря.
Південний газопровід подає ресурс для індустріальних парків Рамат Ховав (хімічні підприємства Makhteshim, Brom) і Мішор-Ротем (виробники добрив Rotem, Haifa Chemicals, продуцент вогнетривких матеріалів Periclas), а також компанії Dead Sea Works, що є потужним виробником поташу та інших хімічних продуктів. При цьому отримують живлення електростанції Рамат-Негев, Рамат-Ховав, Ротем та Сдом.
В 2017-му спорудили перемичку, що з'єднала Південний газопровід з йорданською газотранспортною системою та створила умови для експорту до цієї країни.